# Lavoisier Maia
Lavoisier Maia Sobrinho (Patu, 9 de outubro de 1928 ― Natal, 11 de outubro de 2021) também conhecido como Lavô, foi um médico, professor e político brasileiro, filiado ao Partido da Social Democracia Brasileira (PSDB). Foi o 44.º governador do Rio Grande do Norte de 1979 a 1983, além de senador, deputado federal e deputado estadual.

## Dados biográficos

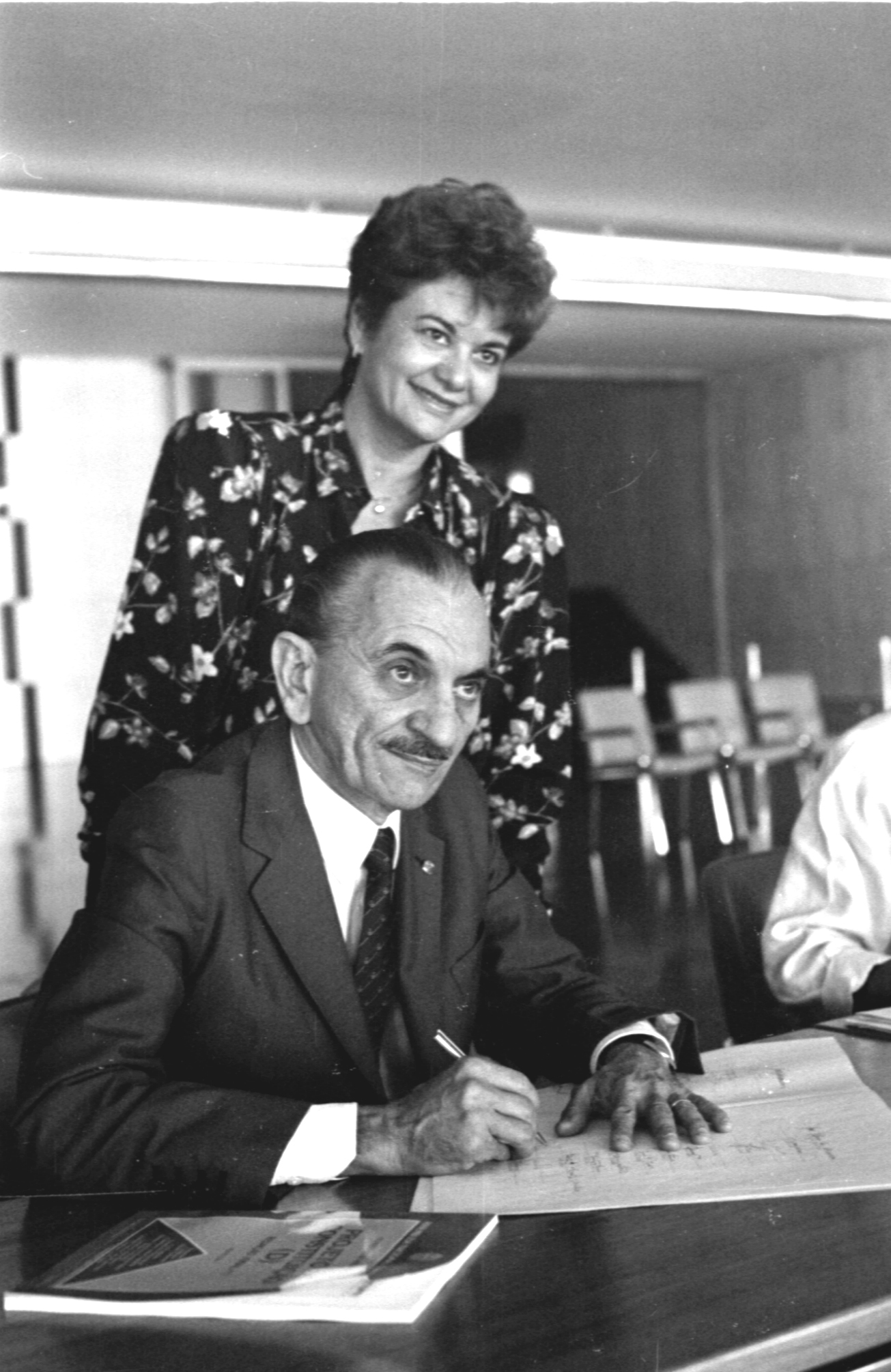
Assinando a Constituição do Brasil em 1988 como membro da Assembleia Nacional Constituinte. (Foto: Célio Azevedo/Agência Senado

Filho de Lauro Maia e Idalina Maia. Médico formado pela Universidade Federal da Bahia com especialização em Planejamento de Saúde na Universidade de São Paulo e especialização em Ginecologia e Obstetrícia pela Federação Brasileira das Associações de Ginecologia e Obstetrícia (FEBRASGO). De volta à terra potiguar seguiu na carreira médica e foi professor da Universidade Federal do Rio Grande do Norte chefiando o Departamento de Tocoginecologia e diretor da maternidade Januário Cicco. Lavoisier Maia presidiu ainda a Fundação Dinarte Mariz de Estudos e Pesquisas.

### Vida pública
Durante o governo de seu primo Tarcísio Maia foi secretário estadual de Saúde, cargo que exerceu de modo simultâneo com o de presidente da Comissão de Fiscalização Estadual de Entorpecentes do Ministério da Saúde. Nesse mesmo período foi secretário de Justiça. Indicado governador do Rio Grande do Norte via ARENA em 1978 pelo presidente Ernesto Geisel, nomeou seu primo José Agripino Maia prefeito de Natal. Extinto o partido governista ingressou no PDS sendo presidente da executiva regional e também membro do diretório nacional da legenda.
No pleito de 1982 elegeu José Agripino Maia como seu sucessor e após deixar o governo foi nomeado assessor do Ministério da Saúde no estado do Rio Grande do Norte e apoiou Paulo Maluf na sucessão presidencial indireta de 1985. Nesse mesmo ano sua esposa (de quem se separaria no início de 1992) Wilma Maia perdeu a eleição para a Prefeitura de Natal em disputa contra Garibaldi Alves Filho, contudo em 1986 o casal foi vitorioso nas urnas: foi eleito senador e ela deputada federal, tendo ambos ingressado no PDT, logo após a posse sendo que Wilma Maia foi eleita prefeita de Natal em 1988.
Nos anos seguintes Lavoisier Maia tentou voltar ao governo pelo voto popular sendo derrotado por José Agripino Maia no segundo turno das eleições de 1990, mas o curioso é que o senador eleito por sua coligação foi justamente Garibaldi Alves Filho, um dos maiores adversários políticos da família Maia e que no primeiro turno das eleições de 1994, imporia uma nova derrota a Lavoisier Maia na disputa pelo governo do estado.
Apoiou Fernando Henrique Cardoso na sucessão de Itamar Franco. Em 1998, foi eleito deputado federal pelo PFL e primeiro suplente nas eleições de 2002, sendo efetivado ao final desta última legislatura após a eleição de Iberê Ferreira para vice-governador do Rio Grande do Norte e em 2006 foi eleito deputado estadual pelo PSB.
Lavoisier Maia era pai da ex-deputada estadual Márcia Maia, hoje presidente estadual do PDT.